# 비바 빌라!
《비바 빌라!》(Viva Villa!)는 미국에서 제작된 윌리엄 A. 웰먼 감독의 1934년 서부 영화이다. 월레스 비어리 등이 주연으로 출연하였고 데이빗 O. 셀즈닉 등이 제작에 참여하였다.
이 영화는 아카데미 작품상, 조감독상, 음향효과상, 각색상 후보로 지명되었다.

## 출연

### 주연
- 월레스 비어리
- 레오 카리요

### 조연
- 페이 레이
- 도널드 쿡
- 스튜어트 어윈
- 헨리 B. 월탈
- 조셉 쉴드크로트
- 캐서린 데밀
- 조지 E. 스톤
- 필립 쿠퍼
- 데이빗 듀랑드
- 프랭크 푸글리아
- 랠프 부시맨
- 애드리언 로슬리
- 헨리 아메타
- 페드로 리가스
- 조지 리가스
- 노아 베리 주니어
- 앤드레 체론
- 크리스 핀 마틴
- 로버트 맥켄지
- 폴 스탠턴
- 아서 트레처
- 마이클 비사로프
- 빌헬름 본 브링큰
- H.B. 워너
- 미샤 오어
- 레이몬드 보제이지
- 셜리 챔버스
- 에밀 샤타드
- 스티브 클레멘트
- 해리 코딩
- 지노 카라도
- 존 데이비슨
- 나이젤 드 브룰리어
- 닉 드 루이즈
- 카를로스 드 볼데즈
- 클레어 두 브레이
- 샘 갓프리
- 브랜든 허스트
- 조지 어빙
- 제임스 마틴
- 프란시스 맥도널드
- 존 메르켈
- 벨리 밋첼
- 레오나드 머디
- 허버트 프라이어
- 찰스 레쿼
- 톰 리켓츠
- 줄리안 리베로
- 헥터 세르노
- 해리 시멜스
- 찰스 스티븐스
- 아서 탈라소
- 레오 화이트
- 클로렌스 윌슨

## 기타
- 원작자: 엣지컴브 핀촌
- 원작자: O.B. 스타데